# Carl Locher
Carl Locher (n. 21 noiembrie 1851, Flensburg, Schleswig, Germania – d. 20 decembrie 1915, Skagen, Hjørring County⁠(d), Danemarca) a fost un pictor realist danez care, de la o vârstă timpurie, a devenit membru al coloniei de artiști din Skagen.

## Biografie
Carl Ludvig Thilson Locher s-a născut în Flensburg, în Ducatul Schleswig, care făcea atunci parte din Danemarca. De la o vârstă fragedă s-a arătat interesat de nave și a fost primat dată instruit de tatăl său, care picta nave pentru a-și câștiga existența. După ce tatăl său a murit, Carl a continuat afacerea pentru o perioadă scurtă de timp și a plecat în mai multe călătorii cu navele Marinei Regale Daneze. Frapat de măreția Oceanului Atlantic, o călătorie în Indiile de Vest daneze i-a făcut o impresie deosebită.
Chiar înainte de a-și începe studiile la Academia Regală Daneză de Artă în 1872, a fost încurajat de Holger Drachmann să petreacă câteva luni la Skagen, la colonia de artiști din nordul îndepărtat al Iutlandei. A realziat rapid picturi ale plajei, unele cu bărci de pescuit sau epave. De asemenea, a devenit interesat de trăsura trasă de cai cu care a călătorit de-a lungul plajei în drumul său de la Frederikshavn. În anii 1870, Locher și-a continuat studiile la Paris, unde s-a pregătit la atelierul lui Léon Bonnat 1875-76, 1878-79. A vizitat Skagen ori de câte ori se întorcea în Danemarca. În cele din urmă și-a construit o casă acolo unde a locuit până la moarte.
În calitate de gravor, Locher era considerat printre cei mai buni și mai productivi artiști danezi; Din 1885 a realizat o serie de tipărituri mai mici și mai mari, cu multă energie pitorească. În 1892, și-a dedicat cea mai mare parte a timpului artei gravurii și a călătorit - cu sprijinul statului danez - la Berlin, unde a devenit studentul excelentului profesor de gravuri pe cupru Hans Meyer (1846-1910) la Universitatea de Arte (Hochschule der Künste Berlin). O colecție completă a tipriturilor sale poate fi găsită la Muzeul din Skagen.
Sprijinit de stat, a deschis o școală de gravură pentru artiști danezi la Copenhaga, unde a predat până în 1900. Pictori de la Skagen precum Anna Ancher, Michael Ancher sau P.S. Krøyer i-a frecventat școala.

## Lucrări selectate

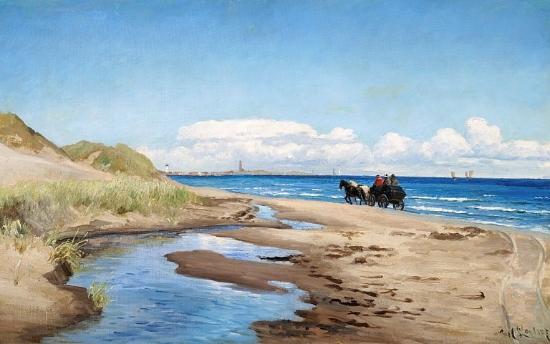
Trăsură îndreptându-se spre Skagen
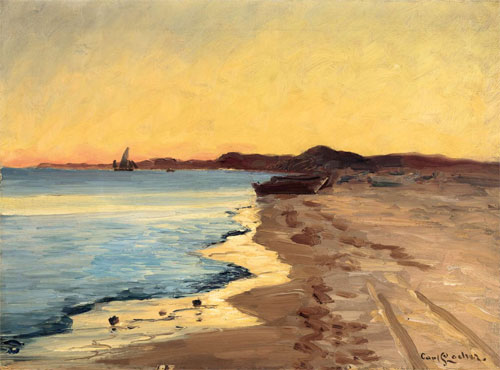
Plaja sudică după apus
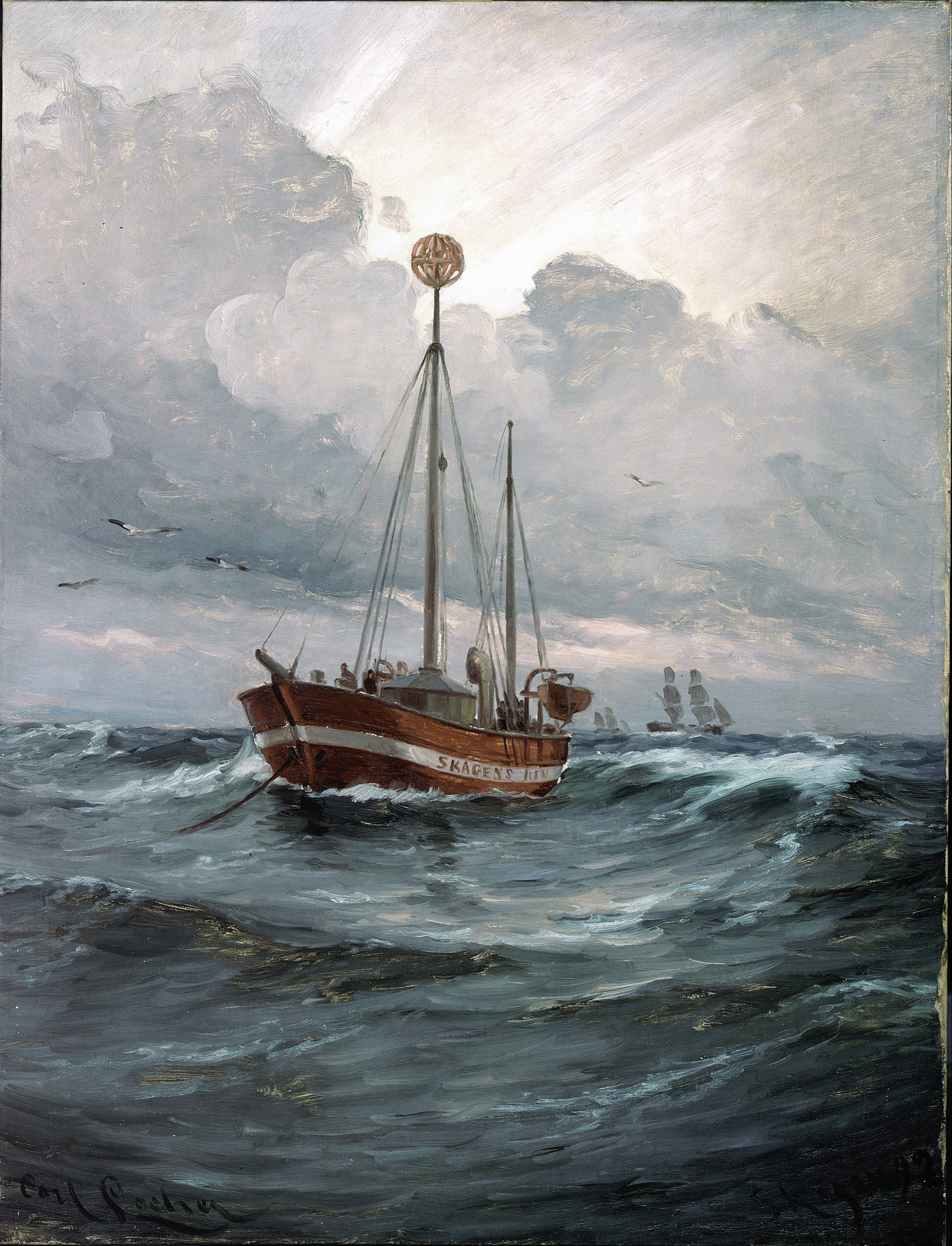
Navă în reciful Skagen
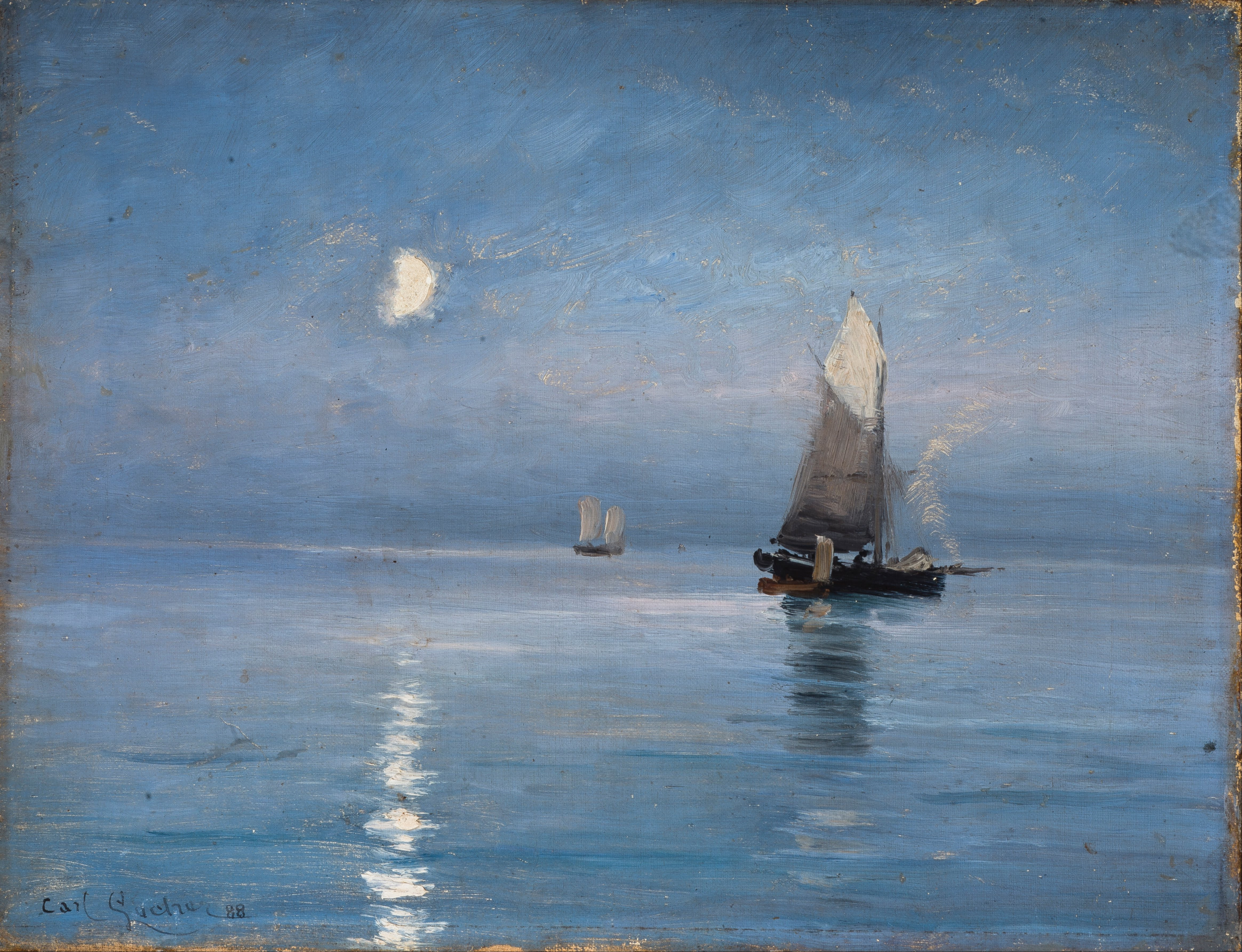
Cutere de pescuit în lumina lunii
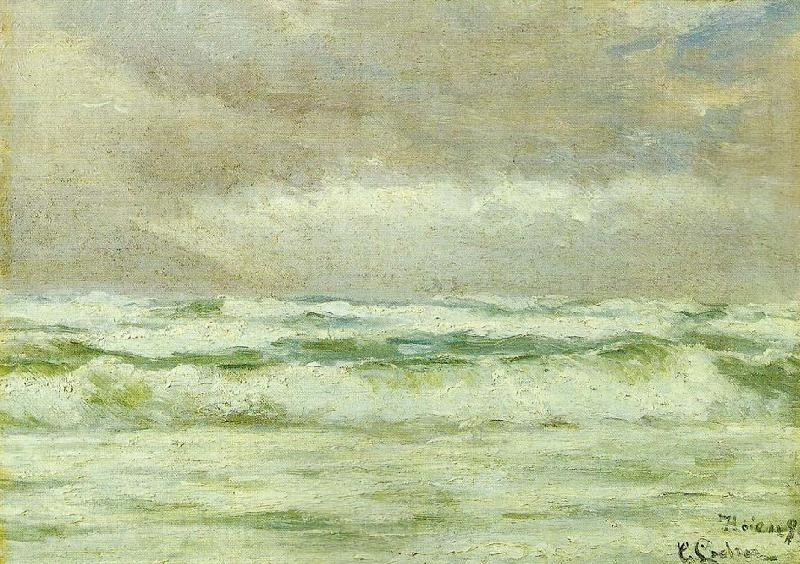
Furtună la Højen
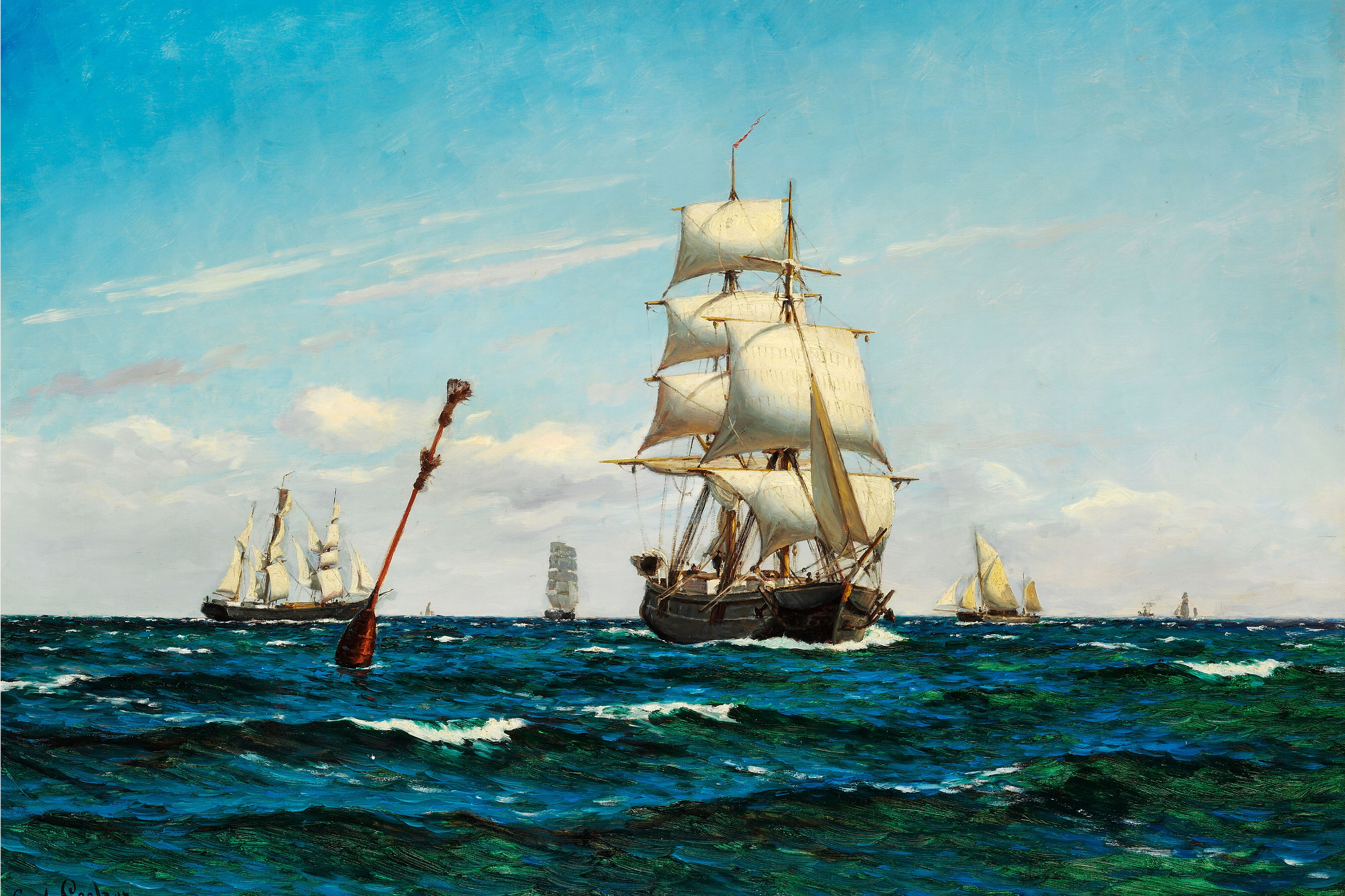
Nave cu vele pe mare
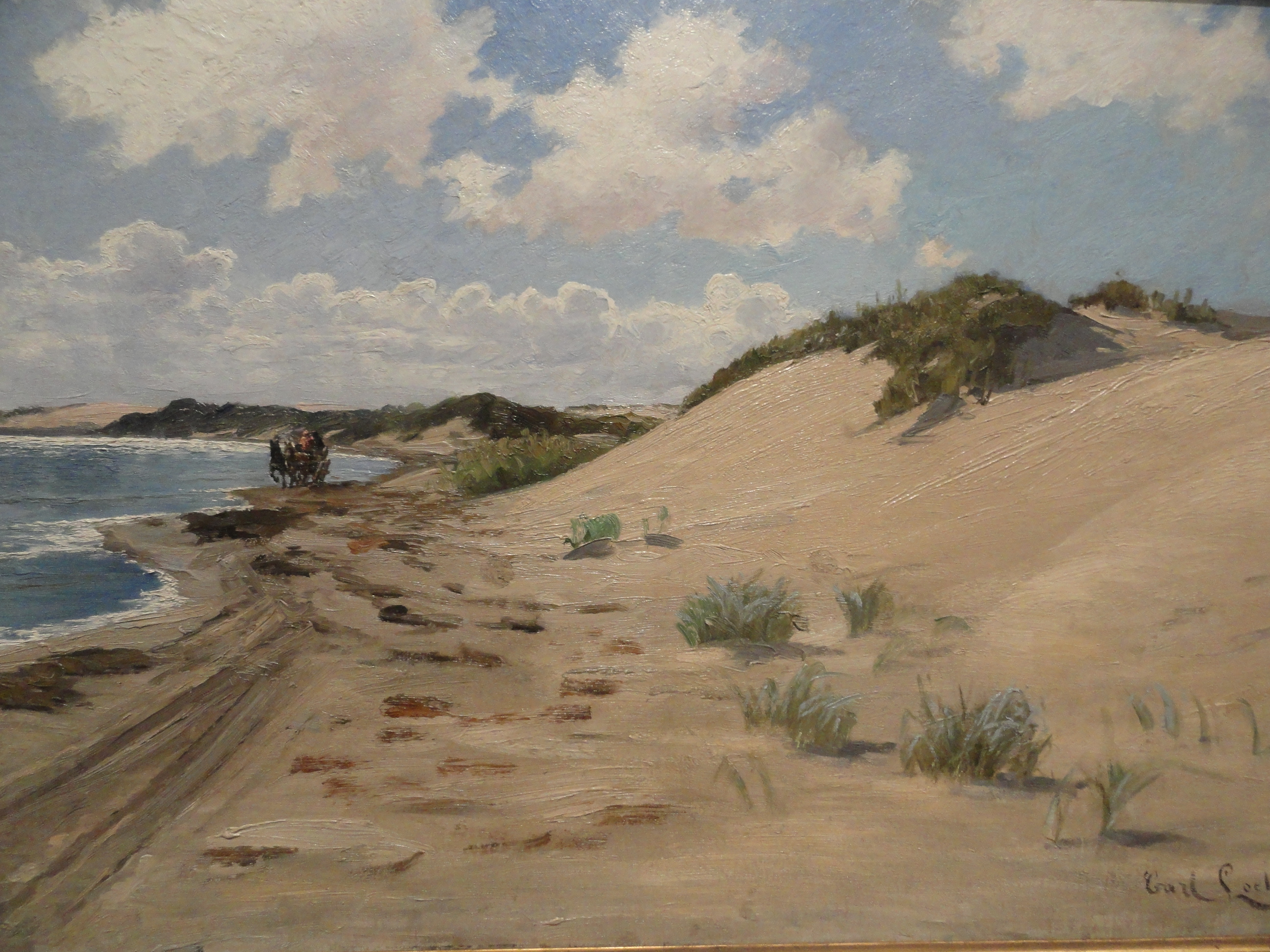
Trăsura poștei pe plajă
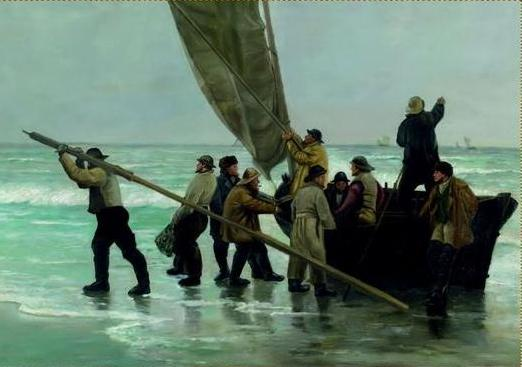
Pescari venind la mal
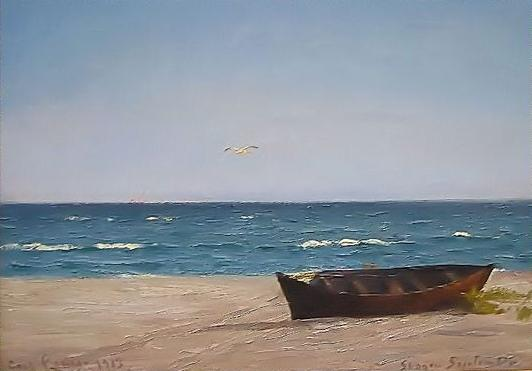
Plaja de la Skagen
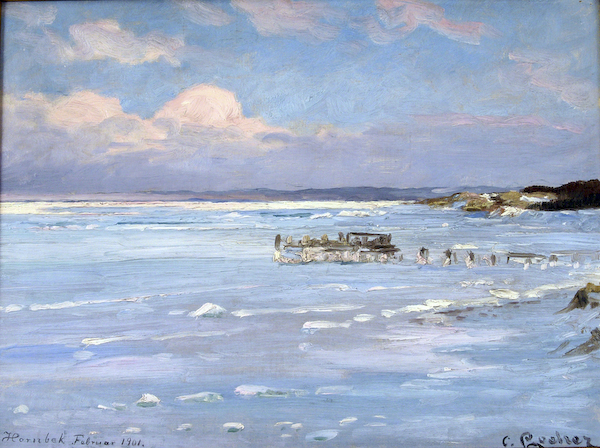
Plaja Hornbaek